# Barton Mountains
Die Barton Mountains sind eine Gebirgsgruppe des Königin-Maud-Gebirges in der antarktischen Ross Dependency. Zu ihnen gehören der Mount Usher, der Graphite Peak, der Tricorn Mountain und Mount Clarke. Sie ragen südlich der Commonwealth Range und der Hughes Range auf und werden vom Keltie-, Brandau-, Leigh-Hunt- und dem Snakeskin-Gletscher begrenzt.
Der United States Geological Survey kartierte sie anhand eigener Vermessungen und Luftaufnahmen der United States Navy aus den Jahren von 1958 bis 1963. Das Advisory Committee on Antarctic Names benannte sie nach Lieutenant Commander Walter H. Barton, verantwortlicher Offizier für die im sogenannten Beardmore South Camp zwischen 1985 und 1986 für 78 Tage auf dem Beardmore-Gletscher stationierte Einheit der Flugstaffel VXE-6 mit insgesamt über 800 Einsätzen.
US-amerikanische Paläontologen entdeckten 2019 in den Barton Mountains fossile Überreste einer bis dahin unbekannten Archosauria-Art aus dem Trias. Diese trägt seither den Namen Antarctanax shackletoni und ist nach dem britischen Polarforscher Ernest Shackleton benannt.